# Revival (John Fogerty)
Revival è il settimo album discografico in studio da solista di John Fogerty (voce dei Creedence Clearwater Revival), pubblicato nel 2007. 

## Tracce
1. Don't You Wish It Was True – 4:11
2. Gunslinger – 3:31
3. Creedence Song – 3:49
4. Broken Down Cowboy – 3:51
5. River Is Waiting – 3:22
6. Long Dark Night – 3:07
7. Summer of Love – 3:19
8. Natural Thing – 4:00
9. It Ain't Right – 1:49
10. I Can't Take It No More – 1:39
11. Somebody Help Me – 4:27
12. Longshot – 3:38